# إنت الحب
إنت الحب هي أغنية ألفها أحمد رامي ولحنها محمد عبد الوهاب وغنتها أم كلثوم عام 1965.

## الأغنية

أم كلثوم تغني إنت الحب، وخلفها محمد القصجبي على العود.

- بعد أن التقى عبد الوهاب مع أم كلثوم بدأ التعاون في أغنية إنت عمري عام 1964 قررت أم كلثوم أن تسند تلحين الكلمات الجديدة التي كتبها أحمد رامي إلى محمد عبد الوهاب، ولم يكن شعر رامي غريباً على عبد الوهاب، حيث ألف رامي لعبد الوهاب أشعاراً كثيرة في الفترة الأولى من حياته، كما التقيا عام 1960 في أغنية هان الود، ناهيك عن أن رامي كان صديقاً لعبد الوهاب أيام الشباب.[2]
- استخدم عبد الوهاب آلة الجيتار بشكل محدود كما فعل في أغنية إنت عمري، حيث استخدمه في المقدمة الموسيقية فقط، ومع ذلك كان ذلك شيئاً مختلفاً لعدم تعود جمهور أم كلثوم سماع هذه الآلة في أغانيها.
- اسم الأغنية لم يكن أول كلمة تذكر فيها، كما لم يكن أكثر عبارة ذكرت فيها، كما هي العادة في تسمية الأغاني، وإنما ذكر في المقطع الأخير من الأغنية.
- من الأبيات المشهورة في الأغنية البيت الذي يقول:

واحشني وإنت قصاد عيني...وشاغلني وإنت بعيد عني 
- رغم جمال الأغنية وكونها مصورة في التلفزيون، إلاّ أنها شهرتها أقل من أغاني أم كلثوم الأخرى، وربما يرجع ذلك إلى أنها لم تغنيها ضمن أغانيها المعروفة التي غنتها في الدول العربية بعد حرب 1967.
- كانت هذه آخر أغنية يلحنها عبد الوهاب من كلمات أحمد رامي.[بحاجة لمصدر]
- يبدو أن أم كلثوم غنت هذه الأغنية في نفس الليلة التي غنت فيها قصيدة أراك عصي الدمع بلحن رياض السنباطي كما يُلاخظ من الحفلة التلفزيونية.[بحاجة لمصدر]

## كلمات الأغنية
ياما قلوب هايمة حواليك.... تتمنى تسعد يوم برضاك
وانا اللي قلبي ملك ايديك... تنعم وتحرم زي هواك
الليل عليّ طال... بين السهر والنوح
واسمع لوم العذّال.... اضحك وانا المجروح
وعمري ما اشكي من حبك.... مهما غرامك لوعني
لكن أغير من اللي يحبك.... ويصون هواك أكتر مني
———————————–
أول عيني ما جت في عينيك.... عرفت طريق الشوق بينا
وقلبي لما سألته عليك.... قالي دي نار حبك جنة
صدقت قلبي باللي قالولي
لكن غرامك حيرني.... وليل بعادك سهرني
تجري دموعي وأنت هاجرني.... ولا ناسيني ولا فاكرني
وعمري ما اشكي من حبك.... مهما غرامك لوعني
لكن أغير من اللي يحبك.... ويصون هواك أكتر مني
———————————–
أهواك في قربك وفي بعدك.... واشتاق لوصلك وارضى جفاك
وان غبت احافظ على عهدك.... وأفضل على ودي وياك
يورد على خاطري.... كل اللي بينا اتقال
ويعيش معاك فكري.... مهما غيابك طال
واحشني وأنت قصاد عيني.... وشاغلني وأنت بعيد عني
والليالي تمر بيا.... بين أماني وبين ظنون
وأنت يا غالي عليا.... كله في حبك يهون
واحشني وأنت قصاد عيني.... وشاغلني وأنت بعيد عني
وعمري ما اشكي من حبك.... مهما غرامك لوعني
لكن أغير من اللي يحبك.... ويصون هواك أكتر مني
———————————–
ولما اشوف حد يحبك.... يحلالي اجيب سيرتك وياه
واعرف جراله إيه في حبك.... وقد إيه صانه ورعاه
أسأله إن غبت عنه يا حبيبي يشتاق إليك قدي أنا
وان جافيته يا حبيبي يسهر الليل ويناجيك زيي أنا
ألاقي قلبي أنا.... حبه ما جه على بال
لا عن هواك له غنى.... ولا يوم لغيرك مال
إنت الأمل اللي احيا بنوره.... عمره ما يبعد يوم عن عيني
وأنت الشوق اللي اسمع صوته.... لما تغيب عني يناديني
وأنت الحب اللي مفيش غيره.... لو يسعدني أو يشقيني
وعمري ما اشكي من حبك.... مهما غرامك لوعني
لكن أغير من اللي يحبك.... ويصون هواك أكتر مني

## وصلات خارجية
- مقطع من أغنية إنت الحب بصوت أم كلثوم على يوتيوب
- مقطع ثانٍ من أغنية إنت الحب بصوت أم كلثوم على يوتيوب
- التسجيل الأشهر لأغنية إنت الحب بصوت أم كلثوم على يوتيوب
- أغنية أراك عصي الدمع بصوت أم كلثوم في نفس حفل أغنية إنت الحب على يوتيوب
- [3]